# Barney McCay
Barney McCay (* um 1925) ist ein ehemaliger US-amerikanischer Badmintonspieler. 

## Karriere
Barney McCay wurde 1949 erstmals nationaler Meister in den Vereinigten Staaten. Ein weiterer Titelgewinn folgte 1950. Beide Titel errang er im Herrendoppel mit Wynn Rogers.